# ایگل ریور (میشیگان)
ایگل ریور (به انگلیسی: Eagle River) یک منطقهٔ مسکونی در ایالات متحده آمریکا است که در میشیگان واقع شده‌است. ایگل ریور ۷۱ نفر جمعیت دارد و ۱۹۸٫۱۲ متر بالاتر از سطح دریا واقع شده‌است.